# Fury from the Deep
A Fury from the Deep a Doctor Who sorozat negyvenkettedik része, amit 1968. március 16.-a és április 20.-a között sugározták hat epizódban. Ebben részben szerepel utoljára Deborah Watling mint Victoria Waterfield.

## Történet
Anglia keleti partjainál, az északi-tengeri olajmezőkhöz közel a Doktor szokatlan mennyiségű, egy gázvezetékből pedig furcsa, szívdobogás szerű lüktetés hallatszik. A gázpumpaállomásokról emberek tűnnek el... Hamarosan összeütközésbe kerülnek az olajtársasággal is. Miféle halálos parazita vízinövények élnek a csövekben?

## Epizódok listája
| Epizód száma | Bemutató napja    | Hossza | Nézők száma | Formátum                     |
| ------------ | ----------------- | ------ | ----------- | ---------------------------- |
| 1            | 1968. március 16. | 24:54  | 8,2         | Csak képek és/vagy töredékek |
| 2            | 1968. március 23. | 23:08  | 7,9         | Csak képek és/vagy töredékek |
| 3            | 1968. március 30. | 20:29  | 7,7         | Csak képek és/vagy töredékek |
| 4            | 1968. április 6.  | 24:17  | 6,6         | Csak képek és/vagy töredékek |
| 5            | 1968. április 13. | 23:30  | 5,9         | Csak képek és/vagy töredékek |
| 6            | 1968. április 20. | 24:24  | 6,9         | Csak képek és/vagy töredékek |

## Könyvkiadás
Könyvváltozatát 1986 májusában adta ki a Target könyvkiadó.

## Otthoni kiadás
- VHS-n csak rövid töredékeket adtak ki a Missing Years dokumentumfilmből, amit 1998-n jelentettek meg.
- DVD-n a Lost in Time dobozban adták ki.

### Fordítás
- Ez a szócikk részben vagy egészben  a   Fury from the Deep című angol Wikipédia-szócikk fordításán alapul.  Az eredeti cikk szerkesztőit annak laptörténete sorolja fel. Ez a jelzés csupán a megfogalmazás eredetét és a szerzői jogokat jelzi, nem szolgál a cikkben szereplő információk forrásmegjelöléseként.